# Le Cœur du Midlothian
Le Cœur du Midlothian (en anglais, The Heart of Midlothian), souvent intitulé La Prison d’Édimbourg, est un roman de l'auteur écossais Walter Scott. Constituant la deuxième série des Contes de mon hôte, il paraît sous le pseudonyme de Jedediah Cleishbotham, en 1818.
Lorsque les deux personnages principaux, deux presbytériens, soumettent leurs problèmes moraux à la lumière de leur foi, leurs attitudes sont très différentes. Le fanatique Davie Deans s'emberlificote dans une casuistique verbeuse, alambiquée, avant de se laisser tout simplement submerger par l'amour paternel. Sa fille Jeanie, au contraire, a une certitude directe, sobre, lumineuse, intransigeante. Elle laisse condamner à mort sa propre sœur plutôt que de produire le faux témoignage qui la sauverait.
Le Cœur du Midlothian est considéré de nos jours comme le plus subtil des romans de Scott, celui qui, pour les Écossais, reflète le plus profondément l'âme de leur peuple. Henri Suhamy en parle comme d'un récit « exceptionnel ». Certains commentateurs le voient comme le meilleur roman de l'écrivain.

## Genèse
Scott a souffert de douloureuses attaques de lithiase biliaire qui ont retardé la progression de son sixième roman, Rob-Roy, paru le 30 décembre 1817. Sa santé s'améliore en janvier et en février 1818. Il peut donc travailler à son rythme habituel — c'est-à-dire très vite — sur un nouveau roman, The Heart of Midlothian (Le Cœur du Midlothian), qui va constituer la deuxième série des Contes de mon hôte. En mai, il change même ses habitudes : lui, qui n'écrivait que le matin, se remet à la tâche le soir.

### Titre

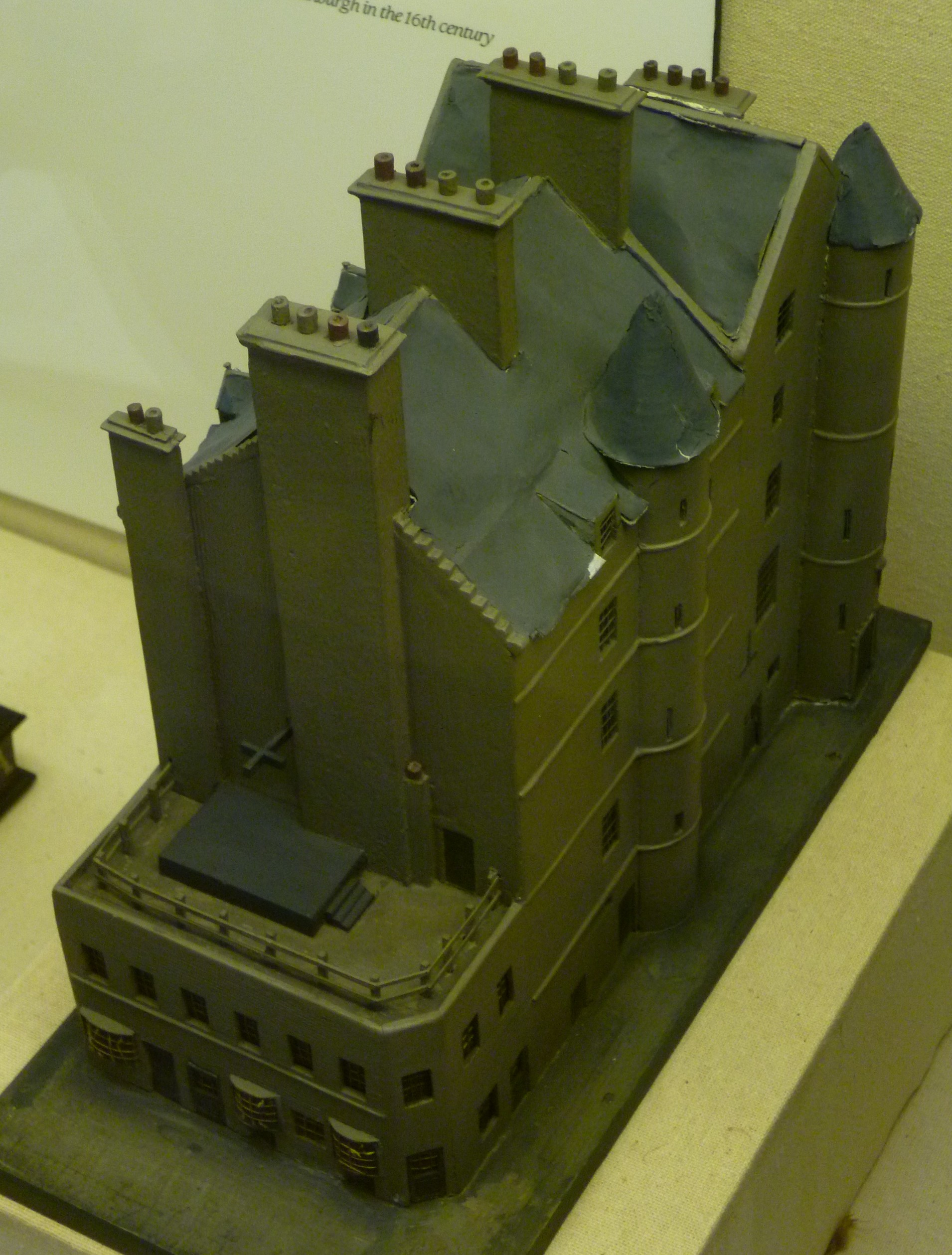
Maquette de la prison Old Tolbooth, qui fut rasée en 1817.

Le titre évoque une vieille prison écossaise, rasée l'année précédant la parution du livre. Elle se trouvait à Édimbourg, alors au cœur de l'ancien comté du Midlothian. Le peuple donnait à cette prison les noms de « Tolbooth » et de « cœur du Midlothian ».

### Pseudonyme et compilateur fictif
Pour ses romans, Scott a recours à deux pseudonymes : celui de « l'auteur de Waverley » et celui de Jedediah Cleishbotham. Ce dernier étant réservé aux Contes de mon hôte, Scott le reprend pour cette deuxième série des Contes, série qui comprend un seul roman, mais en quatre volumes (Scott produit le plus souvent des romans en trois volumes). 
Cleishbotham, personnage burlesque, fait découvrir au lecteur son univers familier au fil de préambules, péroraisons et envois qui encadrent les Contes. Il prétend que ces derniers ont été compilés et rédigés par un certain Peter Pattieson. Lequel, dans le chapitre premier, se met en scène à son tour pour expliquer en quelles circonstances il a recueilli le récit dont il tire le roman : dans le chapitre premier du Cœur du Midlothian, il sauve de la noyade un voyageur qui lui raconte des histoires entendues à la prison d'Édimbourg, où il était détenu.

### Publication
En publiant la première série des Contes de mon hôte (Le Nain noir et Les Puritains d'Écosse), l'écrivain avait délaissé son éditeur habituel Archibald Constable pour le londonien Murray et son correspondant écossais Blackwood. Pour Rob-Roy, paru sept mois avant Le Cœur du Midlothian, il a retrouvé Constable. Très satisfait de celui-ci, il ne juge pas à propos de revenir à Murray.
Le Cœur du Midlothian, septième roman de Walter Scott, constituant à lui seul la deuxième série des Contes de mon hôte, paraît en quatre volumes à Édimbourg le 25 juillet 1818, chez Archibald Constable and Company, sous le pseudonyme de Jedediah Cleishbotham.
Un grand nombre de dialogues sont écrits en scots des Lowlands, et plusieurs éditions anglaises vont comporter un lexique.

## Cadre historique
Scott situe le corps de son récit en 1736, et son dénouement une quinzaine d’années plus tard, soit vers 1751. Le roman réunit deux faits véridiques qui n'avaient rien à voir entre eux : l’émeute Porteous et le voyage de Helen Walker. Par ailleurs, le presbytérianisme occupant une place centrale dans le livre, de fréquentes allusions sont faites aux soulèvements covenantaires du siècle précédent.

### L’émeute Porteous
Le 14 avril 1736, un mouvement de foule se produit à Édimbourg, à la suite de l'exécution du contrebandier Andrew Wilson. Le capitaine John Porteous ordonne aux soldats de tirer. Plusieurs personnes sont tuées. Arrêté, Porteous est condamné à mort. Mais, le jour de son exécution, on apprend qu’il bénéficie d’un sursis. Le 7 septembre, la foule s’introduit dans l’Old Tolbooth, la prison où il est enfermé. Elle le lynche.

### Helen Walker
Vers 1737, Isobel, la jeune sœur de Helen Walker, est accusée d’infanticide. L’avocat explique à Helen que son témoignage peut sauver la vie d’Isobel : il lui suffit de prétendre devant le tribunal que sa sœur l’informa de sa grossesse. Mais Helen refuse de se parjurer. Isobel est condamnée à mort. Helen entreprend alors un voyage à pied d’Édimbourg à Londres, où elle rencontre le duc d'Argyle. Elle obtient la grâce d’Isobel.

### Presbytériens, covenantaires et caméroniens
Davie Deans et sa fille Jeanie, les deux personnages principaux du roman, sont de confession presbytérienne, forme de protestantisme liée à l’Écosse. Davie a vécu dans son adolescence les luttes des covenantaires, mouvement à la fois politique et religieux défendant le principe d’un gouvernement presbytérien. Les covenantaires furent écrasés à la bataille de Bothwell Bridge en 1679. Des extrémistes se groupèrent alors autour du pasteur Richard Cameron. Après la mort de celui-ci, un grand nombre de sectes de sensibilité proche se joignirent à ses partisans pour former les Sociétés unies. Ces covenantaires irréductibles furent appelés « hommes de la Société » ou « caméroniens ». Ils furent persécutés jusqu'en 1689 : ce fut le Killing Time, qui connut son apogée en avril et mai 1685. Davie Deans entretient le culte de tout ce passé.

## Résumé

### L'émeute

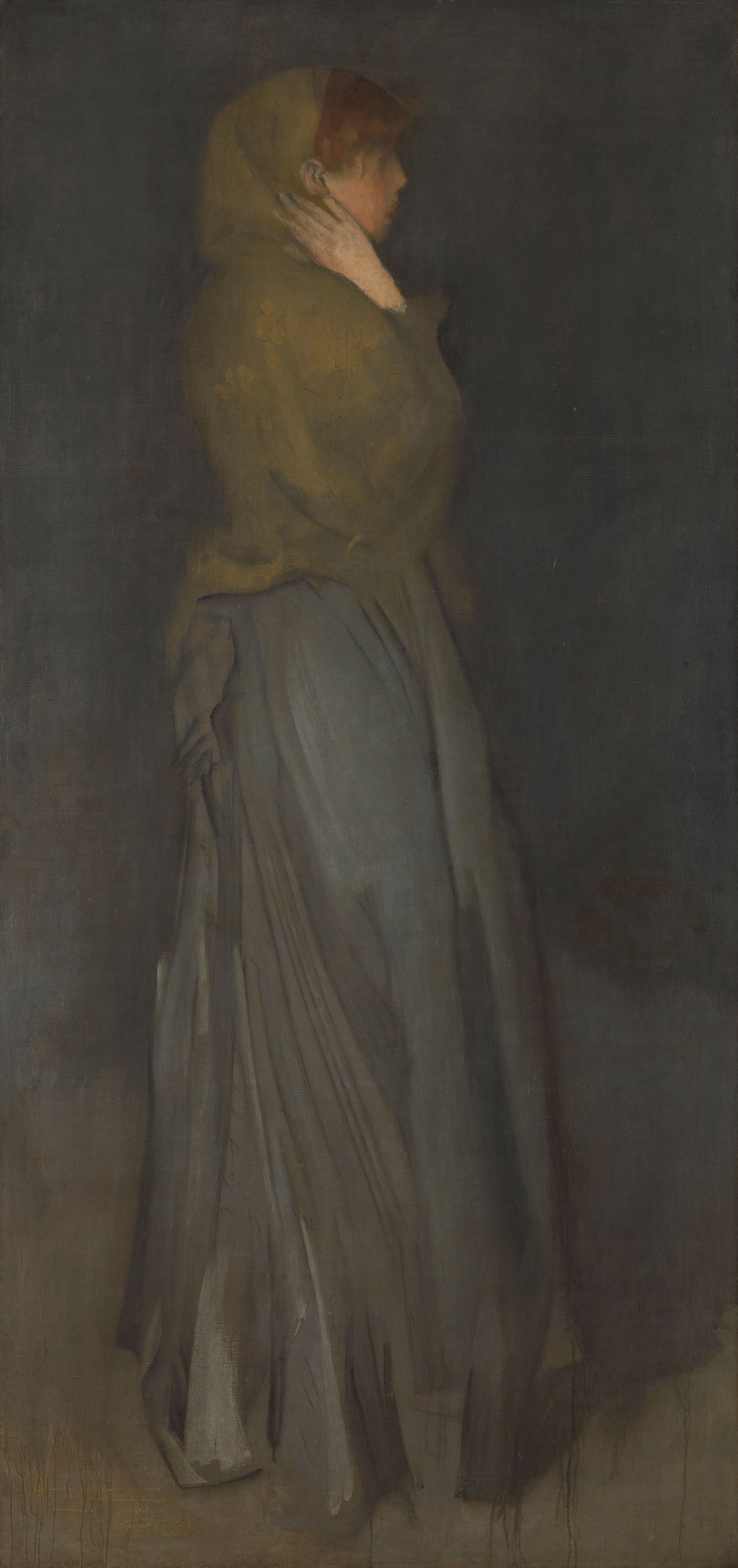
Arrangement in Yellow and Gray: Effie Deans
Whistler, 1876-1878
Rijksmuseum Amsterdam

Le contrebandier Andrew Wilson et son complice George Robertson sont condamnés à mort pour vol. Wilson favorise l’évasion de Robertson.
Le jour de l’exécution de Wilson, Jock Porteous, capitaine des gardes d’Édimbourg, fait tirer sur la foule.
Il est condamné à mort. Le jour de sa propre exécution, la foule, furieuse, apprend qu’il bénéficie d’un sursis. Dans la soirée, une bande armée part attaquer la prison de Tolbooth en vue de pendre Porteous. L'ecclésiastique Reuben Butler est entraîné de force par les émeutiers pour assister le malheureux dans ses derniers instants. Au cours de l’assaut de Tolbooth, les prisonniers sont libérés. La toute jeune Effie Deans, accusée d’infanticide, refuse de fuir.

### Le procès d'Effie
Effie dit ignorer ce qu’est devenu son enfant. Selon le droit écossais, elle pourrait être lavée du soupçon d’infanticide et sauver sa tête si quelqu’un témoignait avoir recueilli la confidence de sa grossesse. Sa sœur est convoquée devant le tribunal.
Davie, leur père, presbytérien rigide, considère comme un péché de témoigner devant le tribunal d’un gouvernement qui jadis avait été considéré comme illégal par les covenantaires. Mais ils l’avaient fait au terme d’une controverse si extravagante et si confuse que Davie s’autorise à faire taire ses scrupules religieux : « La voix de la nature s’éleva bruyamment dans son sein contre les diktats du fanatisme. » Il laisse donc Jeanie libre de s’en remettre à sa propre conscience — persuadé qu’elle n’a d’autre idée en tête que de sauver sa sœur. Mais Jeanie n’entend rien à son discours, car c’est un scrupule religieux d’une tout autre nature qui s’est emparé d’elle : il n’est nullement question pour elle de produire un faux témoignage. Sa sœur est donc condamnée à la pendaison.

### Le voyage

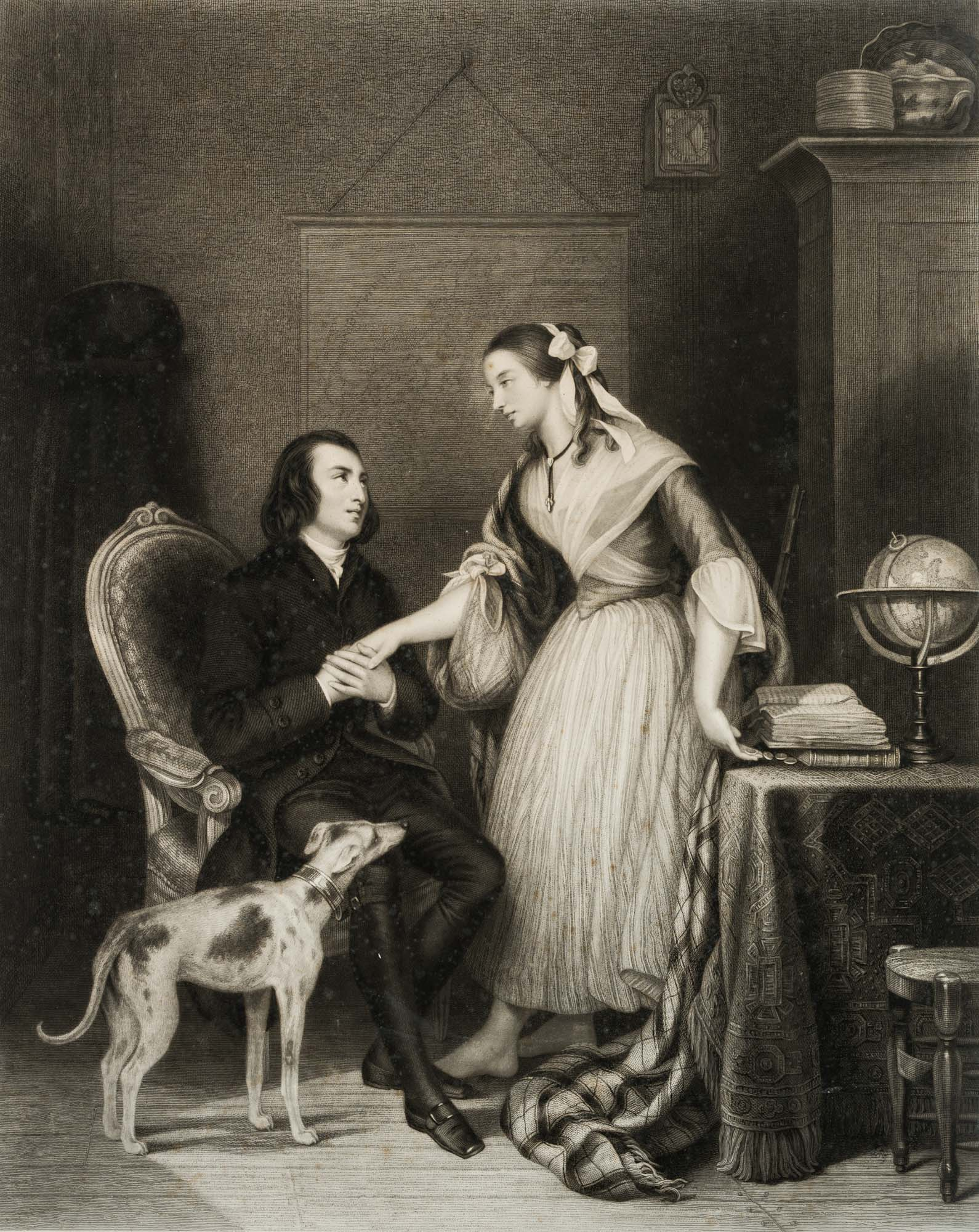
Jeanie Deans chez Reuben Butler avant de partir pour demander la grâce de sa soeur, gravure de George Maile d'après Anna Rimbaut-Borrel, 1841

Jeanie se met en route, à pied, pour Londres, afin d'obtenir la grâce d’Effie. Le voyage se déroule tout d’abord sans encombre. Mais, entre Newark et Grantham, Jeanie est capturée par des bandits aux ordres de la sorcière écossaise Meg Murdockson, accompagnée de sa fille démente, Madge Wildfire. Dans leur repaire, Jeanie surprend une conversation entre Meg et le bandit Frank Levitt. Meg tient à ce qu’Effie soit pendue. Elle veut ainsi venger sa fille, délaissée par Robertson qui préfère Effie.
Le lendemain, Madge aide Jeanie à fuir. En chemin, elle lui raconte son histoire. Elle était promise au riche barbon Johnny Drottle. Mais elle fut séduite et engrossée par le débauché Robertson. Pour que sa fille puisse malgré tout épouser Drottle, Meg fit disparaître le bébé. Madge, déjà quelque peu frivole et vaniteuse, en était devenue folle. Elle prétend savoir ce qu’est devenu l’enfant d’Effie, mais ne veut en dire plus.

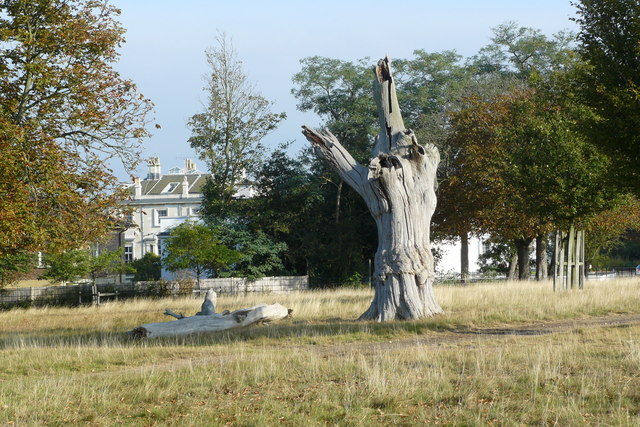
Richmond Park, où Jeanie rencontre la reine. Au fond, Stone Lodge (aujourd'hui, White Lodge), résidence favorite de Caroline.

Dans un village, Jeanie va demander protection et secours chez le recteur. À sa grande surprise, elle retrouve là George Robertson, le séducteur d’Effie. George est le fils dépravé du révérend Staunton, et le neveu d'un certain sir William Staunton.
À Londres, par l’entremise du duc d’Argyle, Jeanie obtient une entrevue avec la reine, qui a de l’influence sur le roi. Dans le parc de Richmond, Jeanie suggère à la reine de se projeter au soir de sa mort, seule face à ses souvenirs comme au soir d’une journée, et plus contente alors d’avoir sauvé une vie que d’avoir satisfait une vengeance.
La reine intercède auprès du roi, qui commue en exil la peine d’Effie.

### La mort de Meg et de Madge
Jeanie rentre en Écosse, profitant de la voiture de gens du duc qui se rendent dans l’ouest du pays. À Carlisle, ils sont témoins de la pendaison de Meg Murdockson et du lynchage de Madge. Dans l’île de Roseneath, Jeanie a la surprise de trouver son père et son amoureux, l'ecclésiastique Reuben Butler : le duc d’Argyle, « magicien bienveillant », les a fait venir — l’un pour s’occuper d’élevage tout près de là, l’autre de conduite des âmes d’une paroisse voisine. Mais Jeanie apprend aussi qu’Effie, trois jours après sa libération, a fui le domicile paternel pour rejoindre George Staunton.

### Les révélations de Meg

Le comté d'Argyll and Bute, où se passe la dernière partie du roman.

Jeanie épouse Reuben et s’établit avec lui à Auchingower. Les années passent, dans cet éden pastoral. Jeanie entretient une correspondance clandestine avec sa sœur, qui a épousé George, devenu sir George Staunton. Elle est une brillante lady, fêtée par le tout-Londres.
Davie Deans meurt dans un âge avancé.
Une quinzaine d’années après le procès d’Effie, Jeanie découvre un vieux journal qui livre des révélations que fit Meg Murdockson juste avant sa mort. Elle parle d’un enfant enlevé par Madge qui, dans sa folie, croyait qu’il s’agissait de son propre enfant. Mais il fut ensuite enlevé à Madge par Annaple Bailzou, une comédienne ambulante.
À Édimbourg, Reuben et George, les maris des deux sœurs, se rencontrent. Ils décident de faire route ensemble vers Auchingower. En chemin, George apprend qu’Annaple Bailzou a vendu l’enfant au bandit Donacha dhu na Dunaigh. Presque arrivés, les voyageurs sont justement attaqués par ce bandit. Dans le combat, George est tué par son propre fils.
Devant être pendu le lendemain, l’enfant réussit à s’enfuir et à gagner l’Amérique. Effie, à qui l’on a caché l’identité du garçon, retrouve quelque temps sa vie mondaine à Londres, puis se retire dans un couvent, sur le continent.

## Personnages
Les deux personnages principaux, Davie Deans et sa fille aînée Jeanie, ont une même simplicité, une même dignité, un même pragmatisme, une même opiniâtreté. Mais le contraste est étonnant dans leur façon de soumettre leurs problèmes moraux aux lumières de leur foi : une casuistique verbeuse, alambiquée et finalement accommodante pour Davie ; une certitude directe, lumineuse, sobre, intransigeante pour Jeanie.

### Davie Deans
Dans la galerie des originaux mis en scène par Scott au fil de ses livres, Davie Deans occupe une place à part, ne serait-ce que par l'importance accordée à ses radotages.
« Le brave Davie » est un éleveur de vaches aisé, et même opulent. Ascétique, réservé, austère, stoïque. Généreux, fort. Sensé, lucide, perspicace. De l’orgueil et de la fermeté d’esprit. N’aime guère ceux qui ne respectent pas le droit de propriété.
Il fait la moue lorsqu'on le désigne comme un « caméronien ». Tout d'abord parce qu'il est trop fier pour se reconnaître disciple de quiconque. Ensuite, parce qu'il estime que le nom du martyr Richard Cameron est sali par la création du régiment The Cameronians, où l'on laisse les soldats proférer jurons, malédictions et langage impie. Enfin parce que pipeaux, fifres et tambours jouent un air « vain et profane », appelé L'Agitation caméronienne, sur lequel on danse.
Davie est brutalement rattrapé par la réalité, lui, l’ultime bastion de la vertu, lorsque sa fille est arrêtée pour infanticide. En cette circonstance, certains craignent que, plutôt que de se préoccuper de trouver les meilleurs avocats, « ce cinglé de whig » ne sacrifie délibérément sa fille à ses « sornettes de caméronien ». Ce que justement il ne fait pas. Car il doit parfois, « comme d’autres grands hommes », s’employer à concilier ses principes théoriques avec les circonstances. En une autre occasion, Walter Scott fait remarquer, au sujet de Davie : « Les plus vertueux et les plus droits des hommes se laissent si fortement influencer par les circonstances immédiates qu’il serait un peu cruel d’examiner de trop près le poids de l’affection parternelle dans ces suites de raisonnements impérieux. »

#### Sa fatuité
Davie donne sur un ton vaniteux des conseils avisés et raisonnables à sa voisine, la veuve Butler. Il a beaucoup d’orgueil spirituel et de confiance en ses dons personnels. Inculte, présomptueux, imbu de soi, s’estimant éminemment qualifié pour trancher sur les sujets controversés de théologie, il se trouve mortifié de l’étalage de savoir du jeune instituteur Reuben Butler.

#### Ses préjugés
Davie a d'ailleurs des préjugés contre ce soupirant pauvre de sa fille. Il aimerait mieux voir Jeanie épouser le laird de Dumbiedikes. Il ne songe d’ailleurs pas un seul instant à consulter Jeanie, au sujet des partis avantageux qu’il lui destine.
Reuben Butler remonte considérablement dans l’estime de Davie lorsque celui-ci apprend que le duc d’Argyle a des obligations envers le jeune homme, et qu’il l'a doté d’une paroisse : « Butler se présente à son imagination, non plus sous les traits du répétiteur râpé et presque famélique, mais gras, beau et luisant, pasteur bénéficier de Knocktarlitie […] et recevant un traitement de huit cents livres écossaises, plus quatre sacs de grain… »

#### Sa foi
Davie est un presbytérien inflexible et virulent. Sa piété n'est pas toujours « absolument raisonnable », mais « sincère, constante et fervente ».
Scott sait le rendre pittoresque et attachant, tout en rappelant qu'il est aussi un fanatique dangereux : Davie exige que soit brûlée comme sorcière la diseuse de bonne aventure Ailie MacClure de Deepheugh, qui prétend communiquer avec le Ciel — tandis que lui-même apprend à sa fille à tenir pour « indéniables » et « authentiques » des relations du même genre entretenues par des covenantaires.

#### Sa nostalgie du passé
Exposé au pilori à quatorze ans, il fut le témoin des grands changements du siècle précédent. Aussi est-il trop « conscient des lamentables défaillances d’une époque infâme », des ulcères, des apostumes, des plaies et des lèpres du temps présent. Il porte sa « croix », ancré dans les croyances de sa jeunesse, parcourant ce monde comme s’il n’était pas de ce monde.

#### Ses radotages
Davie est d'une inlassable intolérance. Il nourrit toutes sortes de préjugés contre les gens du sud, et leur engeance. Mais il couvre également d’imprécations les Highlanders de la rébellion jacobite de 1715, les schismatiques, les légalistes et les formalistes. Il voue aux gémonies les arminiens, les sociniens et les déistes. Il vomit les prélatistes et les latitudinaires, les gens intéressés, charnels, rusés, épris du monde, les érastiens, les coccéïens, tous ceux qui s’opposent « à la reconnaissance générale de la cause au temps de la puissance ». Il abomine les pasteurs qui ont « fléchi le genou devant Baal ». Les mots comme « serment d’abjuration » ou « droit de présentation » le font sortir de ses gonds. Il fulmine contre « l’abomination écarlate », contre « l’Antéchrist » (le pape) et contre toutes les « grandes embûches nationales », les atteintes et empiétements aux justes pouvoirs des anciens. Il considère donc avec crainte et horreur les independents, tout autant que les papistes et les dissidents. Il voit dans le non-conformisme une pernicieuse hérésie et dans l’anabaptisme une erreur condamnable et trompeuse. Il fustige la tendance de vouloir soumettre l’Église à l’État, tendance qu’il attribue à l’acte d’Union de 1707 et à la loi sur la tolérance de 1712.
Une demi-heure avant sa mort, on l’entend encore grommeler « par habitude » contre les apostasies nationales, les extrémismes de droite et les défaillances de gauche.

### Jeanie Deans

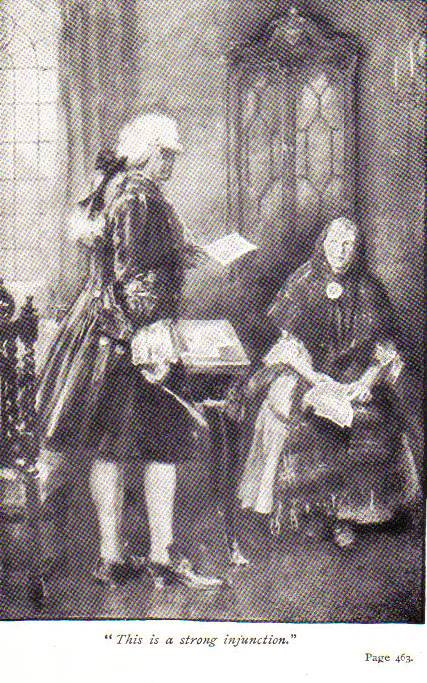
Jeanie fait lire au duc d'Argyle une reconnaissance du grand-père de celui-ci envers le grand-père de Reuben.

Jeanie Deans, 28 ans, gardeuse de vaches, demi-sœur d’Effie, est la fille de Davie et de la première épouse de celui-ci. Elle est le premier personnage principal féminin de Scott, ainsi que le premier à appartenir aux classes inférieures.
Elle a été « élevée dans la foi du petit noyau souffrant resté fidèle à la doctrine presbytérienne d’Écosse. » Grave, sérieuse, réfléchie, « aussi simple qu’une addition à un seul chiffre ». Docile, tranquille, douce et même timide. Loyale, honnête. Affectueuse. Un air d’indicible sérénité. Ses charmes physiques n’ont « rien d’exceptionnel ». Son tempérament est vigoureux et sain. Un esprit de labeur fructueux. Un cœur généreux et un ferme courage. Du tact. Une intelligence d’une remarquable clarté, de la promptitude d’esprit (ce qui lui permettra, une fois mariée, d’émettre des vues plus pénétrantes que celles de son savant mari). De la force de caractère : « Je n’ai pas le droit de faire le mal, même si c’est pour qu’il en résulte un bien. »
Le contraste est remarquable entre Davie et sa fille. Le vieux lutteur — rompu à la controverse, bardé d'une phraséologie délirante, mêlant politique, justice, morale et religion — finit par s’égarer dans un inextricable fouillis de références contradictoires (sans le moindre rapport avec le fond du problème), jusqu’à ce que la voix du sang emporte la décision. Jeanie, docilement élevée dans la ferveur religieuse de ce père, n'encombre son discours « d'aucun bric-à-brac théologique ». Elle se contente d’obéir au neuvième commandement : « Tu ne porteras pas de faux témoignage. » Et, comme le fait remarquer Henri Suhamy, au moment crucial du livre, quand elle supplie la reine de gracier Effie, elle n’a pas recours aux mots de la religion.
Dans cette inhumaine obstinée qui par scrupule religieux laisse condamner à mort sa sœur, certains commentateurs voient une fanatique aussi insupportable que son père.
D'autres la jugent de façon positive. Selon Louisa Stuart, petite-nièce du duc d’Argyle, Scott a réussi l’exploit inédit de « faire du plus moralement parfait des personnages le plus intéressant ». Contre toute attente, ce n’est pas Effie, mais Jeanie qui captive le lecteur, « Jeanie, qui n’a ni beauté, ni jeunesse, ni génie, qui ne brûle d’aucune passion, qui n’a aucune des perfections que l’on trouve dans les romans ». Henri Suhamy voit peut-être en elle l’héroïne la plus admirable du roman britannique car, dit-il, « elle est à la fois sublime et ordinaire ».

### Autres personnages

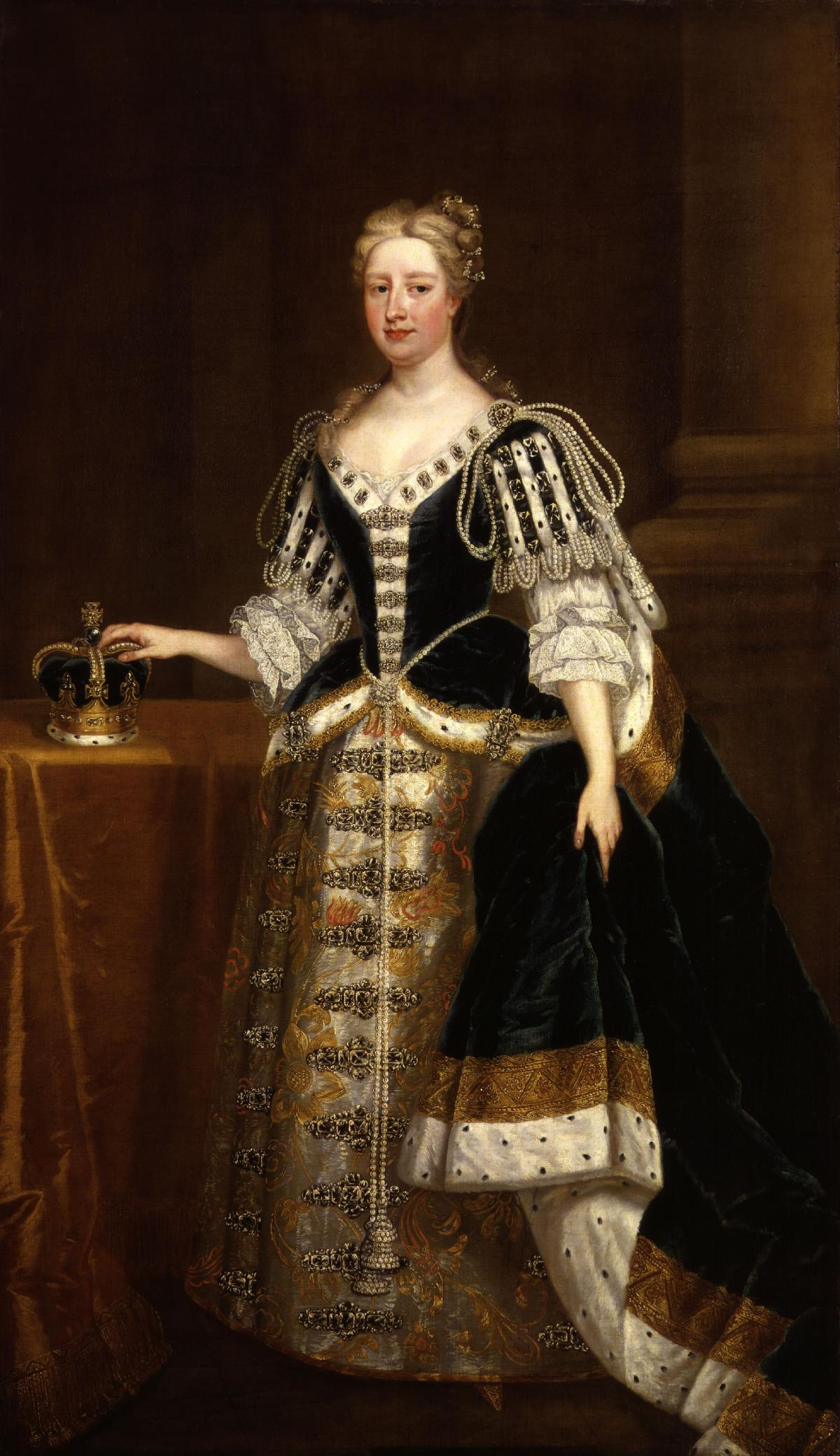
La reine Caroline.

- Andrew Wilson, dit « Handie Dandie », ancien boulanger, contrebandier. Placide, résolu, adroit, courageux.
- Geordie (George) Robertson, 25 ans, complice de Wilson. Séducteur de Madge, puis d'Effie. Enfant gâté, capricieux, aimant le jeu. Fier, dédaigneux. De l’assurance. Audacieux, brutal, dur de cœur. Débauché, insolent, impétueux. N’éprouve aucun remords à la suite de l’assassinat de Porteous. Réservé, sombre, violent. Instable, il inspire à Effie autant de crainte que d’affection. Ce triste individu est le fils du révérend Staunton, qui s'apitoie sur son « malheureux petit ». L'ayant épousé, Effie craint d’être tuée par lui si elle vient à être démasquée par leur entourage : devenu un personnage respectable, sir George est maintenant jaloux de l’honneur de sa famille.
- Jock (John) Porteous, capitaine de la garde municipale d’Édimbourg. Personnage historique. Compétent dans ses fonctions, éveillé, résolu, mais de mœurs dissolues, mauvais fils et mari brutal.
- Carline (Caroline), épouse de George II. Personnage historique. D’un naturel fier, elle se laisse emporter, mais parvient à promptement réparer. Aimant la réalité du pouvoir, plus que son apparence, elle a beaucoup d’influence sur les affaires politiques de l’Angleterre.
- Bartoline Saddletree, sellier, bourrelier et fabricant de harnais établi non loin de la prison. Passionné d’affaires juridiques, il est plus souvent à la Maison du Parlement que dans son magasin. Du bagout, qu’il prend pour de l’éloquence. Peu doué pour la repartie.
- Madame Saddletree, épouse de Bartoline, active et travailleuse. C’est elle qui fait marcher l’affaire. Parente éloignée de Davie Deans. Vigilante, lucide. Bienveillante, généreuse, sensible, mais manquant de délicatesse. Un mode de pensée ordinaire et prosaïque.

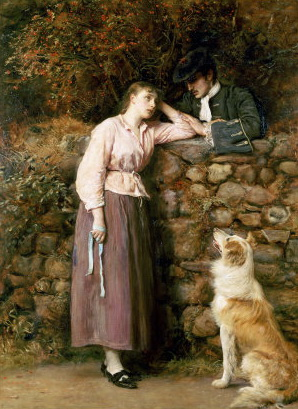
Effie Deans et George Robertson.

- Reuben Butler, jeune ecclésiastique, ordonné, mais non pasteur de paroisse. Instituteur suppléant à Libberton, une paroisse proche d’Édimbourg. D’origine anglaise, né en Écosse. Son grand-père Stephen, un independent venu avec Monk en 1651, a sauvé la vie du grand-père du duc d'Argyle. Reuben se fournit chez Saddletree en lanières, pour corriger les enfants. Intransigeant sur la grammaire. De faible constitution, anxieux, incertain, pâle, maigre, souffreteux, doux, réservé. Prudent, avisé, cauteleux. Claudique légèrement. Brave, plus par principe que par tempérament. Un caractère sans détours, fait de simplicité, de bon sens et de droiture. Adoré de sa grand-mère, trop indulgente, ce qui lui insuffle une sorte de méfiance de soi, ainsi qu’une tendance à se surestimer. Fait parade de son savoir. Aime Jeanie Deans, dont il est aimé. Trop pauvre pour l’épouser.
- Effie (Euphemia) Deans, dix-sept ans, « le Lys de Saint-Leonard », employée de boutique des Saddletree, fille de Davie et de la seconde épouse de celui-ci. Condamnée à mort pour infanticide. « Créature exquise », d’une « exceptionnelle beauté[22] ». Vive d’esprit, elle fut une écolière prodigieusement insouciante. Sensible, mais une bonne dose d’amour-propre et d’obstination. Indocile, un caractère quelque peu irritable et emporté. Se préoccupe de ses propres intérêts.
- Jim ou Jem (James) Ratcliffe, dit « Papa le Rat », dit « Raton », une cinquantaine d’années, voleur condamné quatre fois à la pendaison. Astucieux, vif, effronté. Plutôt fripon que vicieux, il n’est pas cruel.
- Jock (John) Dumbie, laird de Dumbiedikes. Égoïste, économe. Taciturne, timide et gauche. Idées lentes et parler confus. Indifférent, indolent, paresseux. Mais il existe des points à propos desquels il peut se mettre en colère, et devenir dangereux. Contemple Jeanie Deans depuis plusieurs années, sans se décider à se déclarer.
- Bailli James Middleburgh. Assez fantaisiste, manque un peu de culture générale, mais lucide, patient, droit. Acquise par une honnête industrie, sa fortune le rend indépendant. Il a l'humanité d'intervenir auprès de Davie Deans et de Jeanie pour leur demander de ne pas laisser leurs scrupules religieux nuire à Effie.
- Madge Wildfire ou « Hellfire » (Magdalen Murdockson), dix-huit ou vingt ans, ancienne petite amie de Robertson. Folle, mais une bonne dose de coquinerie se mêle à sa folie : « une sorte de raison douteuse, incertaine et crépusculaire[23] » qui change au gré des circonstances les plus infimes. Parle beaucoup, et de façon confuse et égarée. Une imagination vagabonde. Aime chanter.

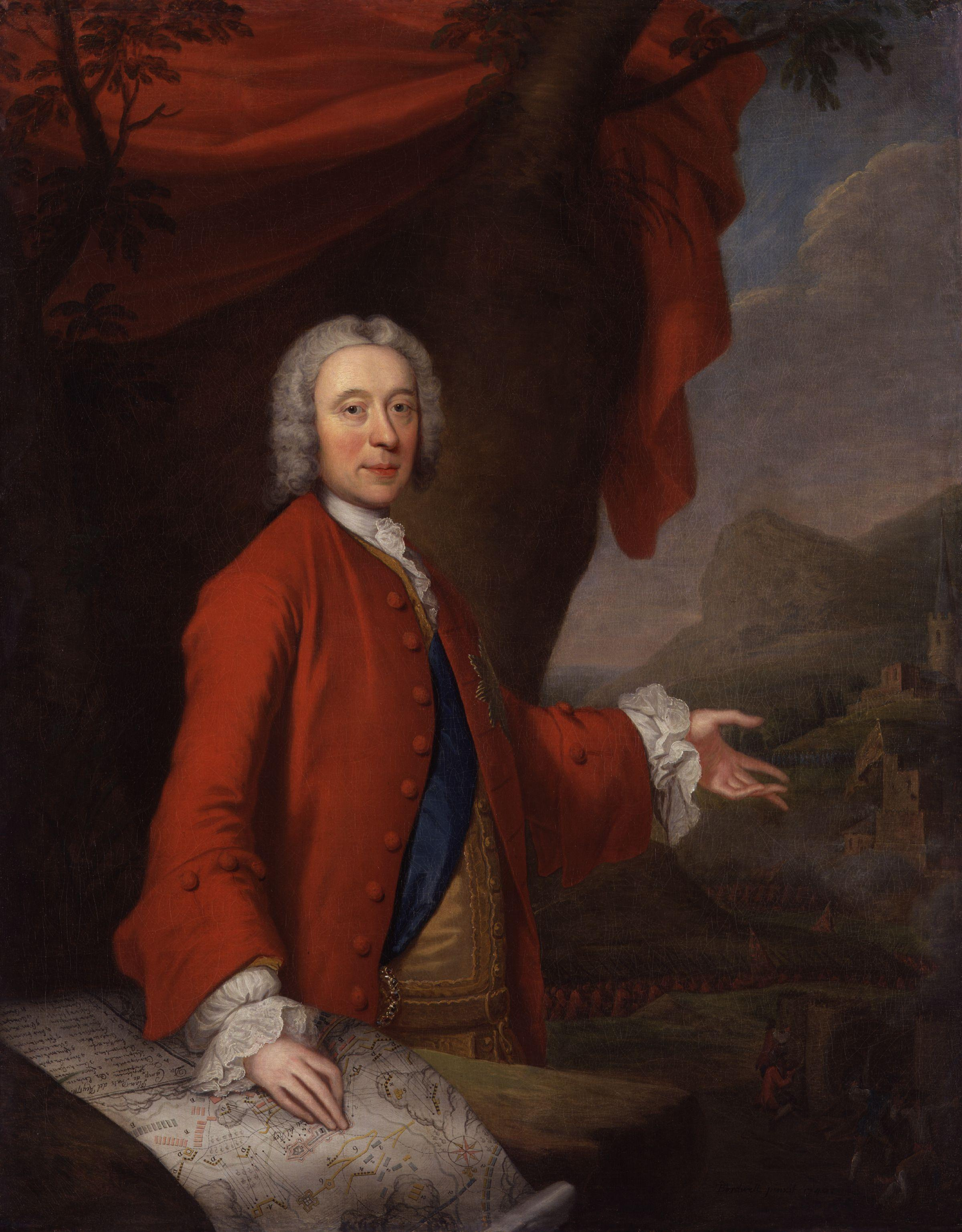
John Campbell, deuxième duc d'Argyle.

- Maggie ou Meg (Margaret) Murdockson, née MacCraw, « Mémé la Sanglante », « la mère Damnation », mère de Madge. Veuve d’un soldat du régiment The Cameronians, elle est au service du révérend Staunton. Sorcière acariâtre, féroce, malveillante, sauvage, hostile, violente, frénétique, vindicative, bagarreuse. Madge dit qu’elle vole sur un balai en compagnie de Satan, son époux — ce que tout le monde est disposé à croire.
- Duc d'Argyle et de Greenwich, MacCallummore, MacCummin, « Ian Roy Cean » (John le Guerrier rouge), pair et conseiller privé du roi. Figure historique, égratignée par Scott dans Rob-Roy. Il est ici un « bienfaiteur persévérant » du type général Dourakine[24]. Populaire en Écosse, il est l’ami de toute l’Écosse et défend les intérêts des Écossais. Ni fausseté, ni dissimulation, ni gloriole. De grandes capacités militaires. A rendu de grands services à la maison de Hanovre, lors de la rébellion jacobite de 1715. S’exprime de façon altière et indépendante devant le Parlement. Les grands ne l’aiment pas beaucoup, mais ils ont peur de lui. Le roi George II, son épouse et les ministres ne l’aiment guère non plus, même s’ils le respectent et lui confient des fonctions. En disgrâce, au moment de la visite de Jeanie à la reine. Vif, intelligent. Franc, bonhomme, cordial, affable. « Agriculteur distingué et fier de son savoir dans ce domaine », il peut échanger avec Jeanie sur les qualités laitières des différentes races de vaches, et sur la fabrication des fromages.
- Dick Ostler, palefrenier de l’Auberge des Sept Étoiles, « animal bizarre, dégingandé, à l’allure entendue et au visage en lame de couteau, affligé d’un strabisme, d’un bras estropié et d’une boiterie[25] ». Lance un pied derrière lui pour remonter la ceinture de sa culotte. Pour siffler un grand verre de genièvre, il baisse la tête et les épaules, racle le sol « avec son sabot de devant ». Pour signifier qu’un entretien est terminé, il a un rictus, un traînement de pieds et un haussement d’épaules inimitables, puis il se met à chanter.
- L’aubergiste de La Tête de Sarrazin, à Newark. De la bonté sous des manières frustes : le métal n’est guère poli, mais il a de la « valeur réelle ».
- Révérend Staunton, recteur et juge de paix du village de Willingham. Une expression de profonde mélancolie, causée par la perte de sa femme et l’attitude désastreuse de son fils George.
- Madame Glass, Écossaise, cousine de Jeanie, et sa logeuse à Londres. Vieille marchande de tabac à l’enseigne du Chardon. Généreuse et obligeante, affectueuse, hospitalière, mais curieuse et cancanière. Son cœur inspire à Jeanie « bien plus d’estime que son intelligence ».
- Lady Suffolk, dame de compagnie de la reine, dont elle est la confidente obséquieuse et complaisante. Personnage historique. Scott la présente comme une maîtresse de George II, ce qui n’est pas établi[26].
- Duncan Knock (capitaine de Knockdunder). Highlander. Gonflé d’importance et porté sur l’usquebaugh (le whisky). Coléreux, des manières abruptes. Trop opiniâtre. Trop énergique dans ses décisions. Bâille, fume et dort pendant le sermon. Si grossier soit-il, c’est lui qui rappelle au sens des réalités le pasteur Reuben Butler : si ce dernier traduit Ailie MacClure devant l’assemblée des anciens (où siège Davie Deans), la diseuse de bonne aventure risque fort de finir noyée par la populace.
- Donacha dhu na Dunaigh, ancien rétameur devenu brigand. Adroit, audacieux, il connaît bien les passes. Il s’est concilié les faveurs de Duncan Knock.
- Le Siffleur, une quinzaine d’années, fils d’Effie et de George Robertson.

## Accueil
Le livre sort seulement sept mois après le triomphe de Rob Roy. Le Cœur du Midlothian connaît autant de succès, sinon plus, que ce dernier.
Les commentateurs sont tièdes. Leurs reproches se concentrent sur le dernier quart du livre (le quatrième volume de l’édition originale), suspect d’avoir été ajouté après coup, par seul esprit de lucre — alors que le récit a déjà trouvé sa conclusion naturelle.

## Analyse
Se refusant à entrer dans les controverses concernant la quatrième partie, Henri Suhamy estime que les défauts du livre se situent plutôt du côté d’un mal récurrent du roman britannique : coïncidences, malentendus, déguisements, vengeance ténébreuse…
Il convient cependant, dit Suhamy, de ne pas prêter attention à ces « boursouflures », si l'on veut goûter « l’émotion et la richesse de pensée qui se dégagent de ce récit exceptionnel ». Aujourd’hui, beaucoup considèrent Le Cœur du Midlothian comme le meilleur des romans de Scott. « De toutes les œuvres de Scott, rappelle Henri Suhamy, c’est la plus commentée, la plus étudiée, du moins dans les pays de langue anglaise et, en Écosse, c’est celle qui passe pour refléter le plus profondément l’âme nationale. »

## Traduction

### Premières éditions en français
Traduit par Auguste-Jean-Baptiste Defauconpret sous le titre La Prison d'Édimbourg ; nouveaux Contes de mon hôte, recueillis et mis au jour par Jedediah Cleisbotham, maître d'école et sacristain de la paroisse de Gandercleugh, le livre paraît chez Gabriel-Henri Nicolle à Paris en 1818, en quatre volumes in-12. 
Une traduction d'Albert Montémont paraît dans une édition en 27 volumes d'œuvres de Scott (1830-1832) chez Armand-Aubrée, sous le titre La Prison de Mid-Lothian ou la Jeune Caméronienne.

### Éditions récentes
- Walter Scott, Le Cœur du Mid-Lothian : la Prison d’Édimbourg, coll. « Folio classique », Gallimard, 1998.
- Walter Scott, Le Cœur du Mid-Lothian, in Waverley et autres romans, coll. « Bibliothèque de la Pléiade », Gallimard, 2003. Introduction de Jean-Yves Tadié. Traduction, présentation et notes du Cœur du Mid-Lothian par Sylvère Monod. Chronologie et bibliographie par Sylvère Monod.

## Œuvres inspirées du roman

### Théâtre
Le roman de Scott inspire un bon nombre d'adaptations théâtrales, qui sont souvent entre elles emprunts, remaniements ou amalgames, sans qu'il soit toujours facile de le démêler. On peut citer :
- Thomas John Dibdin, The Heart of Midlothian[32], jouée pour la première fois au Royal Surrey, en 1819[33] ;
- Eugène Scribe, La Prison d'Édimbourg, opéra-comique en trois actes, vers 1833[34] ;
- Thomas Hailes Lacy (1809-1873), The Heart of Mid-Lothian; or, the Sisters of St. Leonard's, drame en trois actes écrit vers 1850 ;
- Dion Boucicault, Jeanie Deans, pièce parfois intitulée The Trial of Effie Deans[35], ou encore The Heart of Mid-Lothian. Elle est représentée le 9 janvier 1860 au Laura Keene's Theatre de New York, et le 26 janvier 1863 au Westminster Theatre de Londres[36].

### Peinture
- Ary Scheffer, Effie et Jeanie Deans, aquarelle, encre, gouache, 38,8 × 27,7 cm, Musée de la vie romantique, Paris[37].
- James Abbott McNeill Whistler, Arrangement in Yellow and Gray: Effie Deans, vers 1876-1878, huile sur toile, 194 × 93 cm, Rijksmuseum Amsterdam[38].
- John Everett Millais, Effie Deans, 1877, huile sur toile, collection privée[39].

### Opéra
Deux opéras sont inspirés du roman de Scott :
- La prigione di Edimburgo, opéra en trois actes créé à Trieste en 1838, livret de Gaetano Rossi, musique de Federico Ricci dont c'est le premier succès[40] ;
- Jeanie Deans (1894), du compositeur écossais Hamish MacCunn (1868-1916)[41].

### Cinéma et télévision
- Le roman de Scott est adapté pour le cinéma britannique en 1914, sous le titre The Heart of Midlothian, par Frank Wilson, avec Violet Hopson dans le rôle de Jeanie, et Warwick Buckland dans le rôle de Davie Deans[42].
- Il est adapté pour la télévision britannique en 1966, sous le titre The Heart of Midlothian, par Michael Barry, avec Amanda Walker dans le rôle de Jeanie Deans[43].

## Hommages à Jeanie Deans
Un poème et une chanson ont été consacrés à Jeanie Deans. Elle a par ailleurs prêté son nom à une rose, à une pomme de terre d'Australie et de Nouvelle-Zélande, à deux pubs (au moins), au service de gériatrie d'un hôpital, à deux locomotives et à trois navires (au moins). L'un d'eux, un bateau à roues à aubes, a navigué dans le Firth of Clyde (où se situe la dernière partie du récit) de 1931 à 1964.

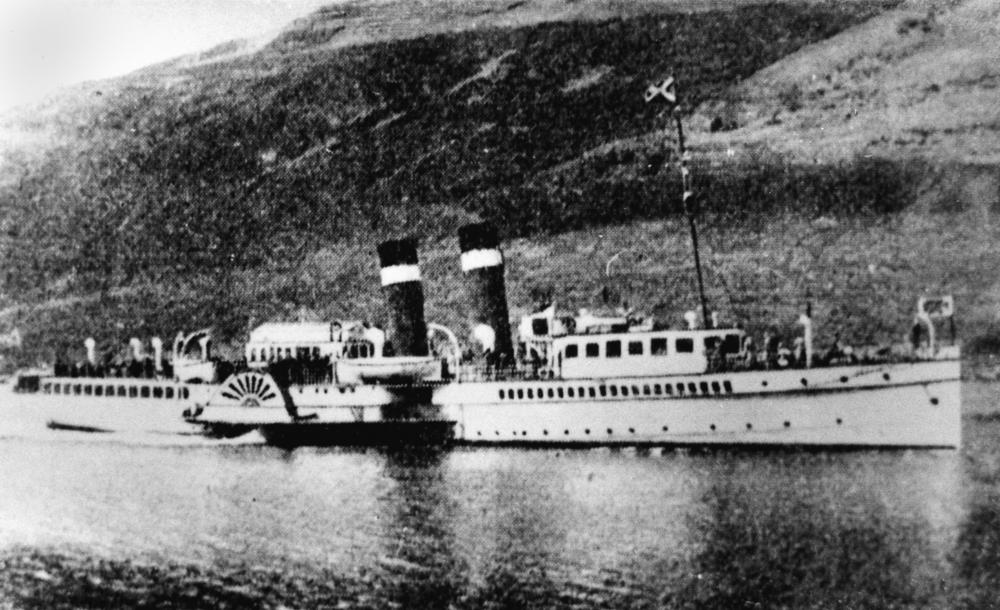
bateau à roues à aubes Jeanie Deans.
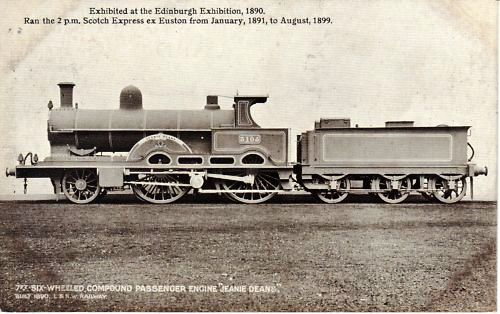
Locomotive Jeanie Deans (classe Teutonic).